# Assedio di Magonza (1689)
L'assedio di Magonza del 1689 vide la conquista della città di Magonza (Mayence in francese, Mainz in tedesco) e della sua fortezza da parte dei soldati imperiali per strapparla alle forze del Regno di Francia che l'avevano occupata e che la difendevano.

## L'assedio

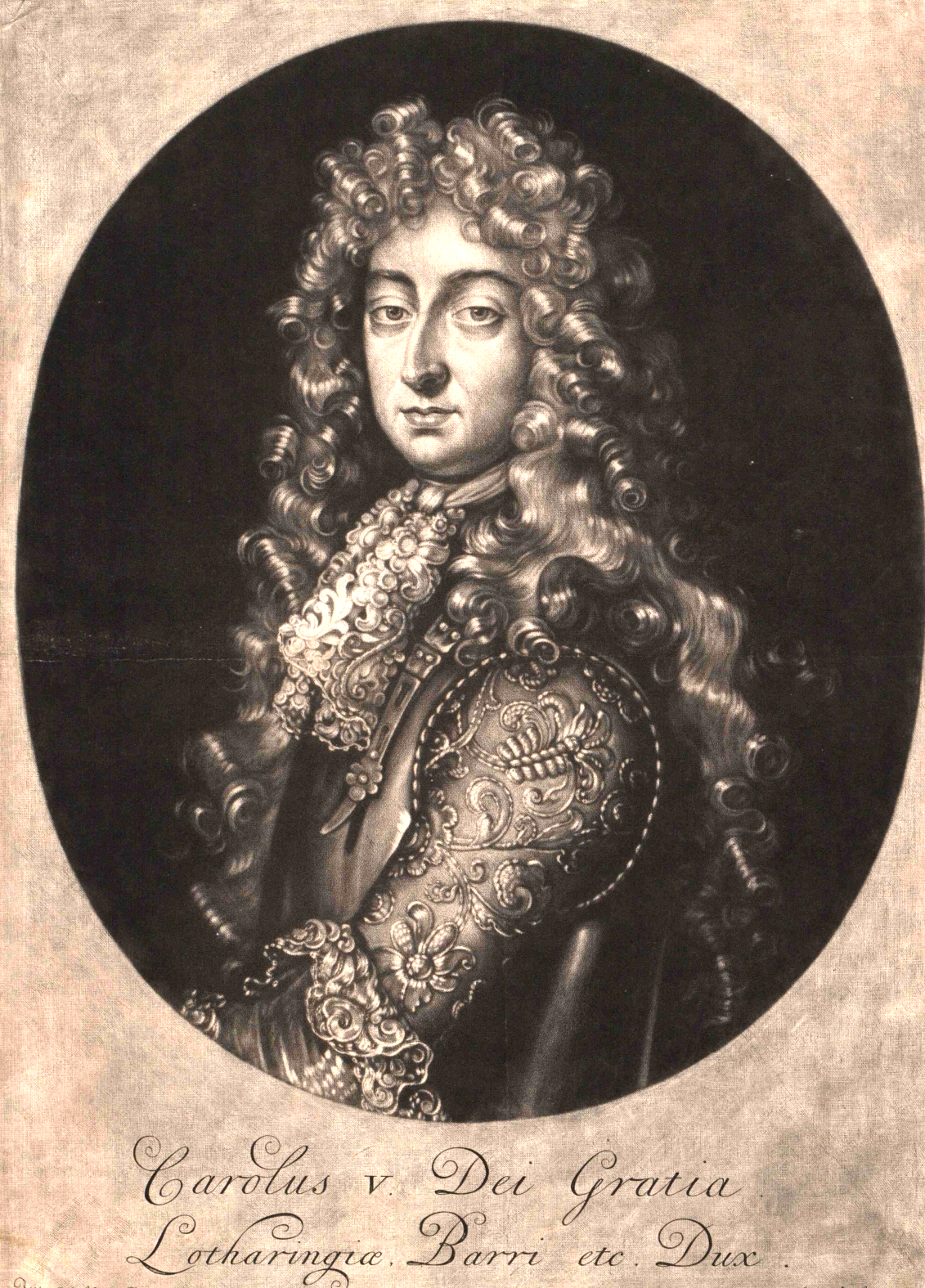
Il duca Carlo V di Lorena condusse le armate imperiali alla riconquista della Fortezza di Magonza caduta nelle mani dei francesi

L'assedio di Magonza coinvolse le truppe imperiali nella loro totalità e non solo quelle concernenti l'Elettorato di Magonza propriamente detto. Le prime a giungere sul campo di battaglia furono infatti le truppe dell'Elettorato di Sassonia e dell'Assia-Kassel, costruendo un ponte sul Meno nei pressi del loro campo di battaglia, e secondo le fonti fu quello il primo momento di contatto tra i due schieramenti, e cioè quando i francesi iniziarono a bombardare le posizioni nemiche dalle ridotte che avevano realizzato sul Reno. Il duca Carlo V di Lorena passò sul ponte di Rüdesheim am Rhein, si avvicinò alla città di Magonza e diede l'ordine di investirla il 17 luglio 1689. In quello stesso giorno, il resto dell'armata imperiale attraversò il fiume su un ponte costruito a Weisenau, seguita dalle truppe sassoni e da alcuni reggimenti di riserva che provenivano dall'altra sponda del Reno, e da quanti erano entrati dal fiume Meno. La cavalleria tentò due sortite e gli imperiali impiegarono in totale 30 000 uomini per lo scontro con i 3000 difensori francesi asserragliati nella fortezza. L'elettore di Baviera, Massimiliano Emanuele, inviò ulteriori rinforzi di 1000 uomini attraverso la Foresta Nera.
Mentre il duca di Lorena con le proprie forze era impegnato a Magonza, l'elettore Federico III di Brandeburgo attaccò Bonn da Münster dove il barone francese Alexis Bidal d'Asfeld, segnalatosi in Svezia, fu al comando delle truppe che diedero il via alla controffensiva contro i prussiani. Il comandante rimase ferito alla testa e fu costretto a ritirarsi dal campo di battaglia.

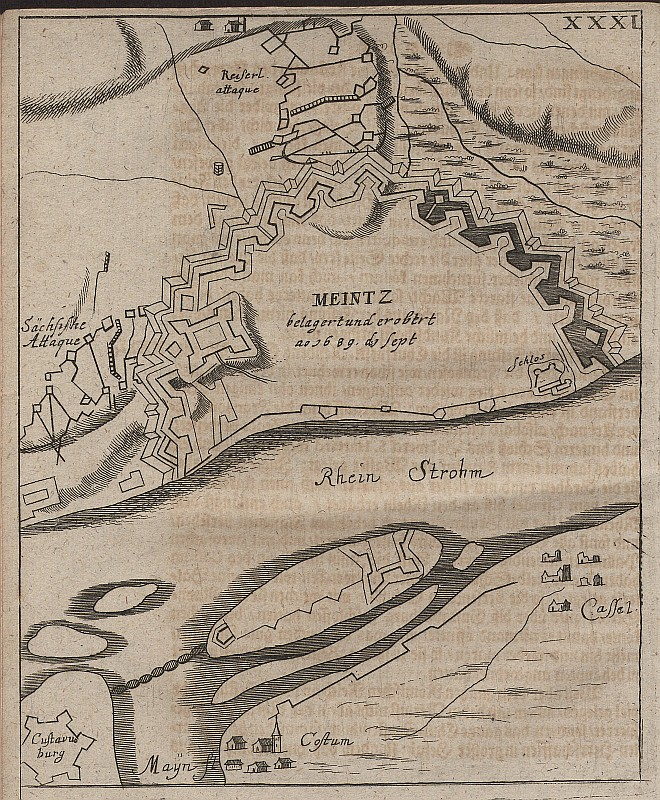
Riconquista della fortezza da parte degli imperiali

Gli imperiali impegnati a Magonza procedevano invece lentamente. Il principe Federico del Palatinato venne colpito alla testa da un colpo di moschetto; il duca di Lorena si acquartierò dietro la chiesa di Santa Croce, mentre l'elettore di Sassonia a Weisenau, e le truppe dell'Hannover alla Certosa di San Michele di Magonza. Il marchese di Uxelles, comandante della piazza francese, si difese sino al 10 settembre ma nulla poté fare di fronte ai nemici che capitolare con onore. Il 10 settembre, il marchese d'Uxelles, dopo sette settimane, si arrese e Magonza passò in comando al duca di Lorena il quale requisì nella fortezza locale sei cannoni e quattro mortai, portati poi a Landau. A questo punto il duca di Lorena con l'elettore di Baviera si ricongiunsero all'elettore di Brandeburgo a Bonn dove ancora imperversava la battaglia contro i francesi. Il barone d'Asfeld sostenne l'assedio sino al 12 ottobre.